# Huellas del pasado (película)
Huellas del pasado es una película dramática mexicana de 1950 dirigida por Alfredo B. Crevenna y protagonizada por Libertad Lamarque, Emilia Guiú, José María Linares Rivas y Xavier Loyá. La dirección de arte de la película fue de Edward Fitzgerald. La película es considerada una de los «melodramas de madre» que Lamarque hizo en México.

## Argumento
Isabel (Libertad Lamarque) dejó su carrera como cantante para casarse con el abogado Federico Montero (José María Linares Rivas). El pasado de Isabel como cantante atormenta a Federico, quien lo encuentra inmoral, y tras un incidente luego de que Isabel se encuentre por casualidad con un exnovio, Federico la deja y se lleva al hijo de ambos, Raúl. Pasados los años, Isabel, que mientras tanto retomó su carrera como cantante bajo el nombre de «Issa Valetti», al enterarse de la muerte de Federico, decide buscar a Raúl. Finalmente encuentra al ahora adulto Raúl (Xavier Loyá) convertido en un bebedor que odia a su madre a pesar de no tener memoria de ella, y está en una relación con la interesada Amanda (Emilia Guiú). Isabel entabla amistad con Raúl, no siendo consciente de la relación de parentesco que tiene con ella, e intenta hacerlo cambiar de opinión sobre su madre antes de poder revelarle la verdad, pero para su consternación, descubre que Raúl se ha enamorado de ella, o más bien de «Issa Valetti».

## Reparto
- Libertad Lamarque como Isabel / Issa Valetti.
- Emilia Guiú como Amanda.
- José María Linares Rivas como Federico Montero.
- Xavier Loyá como Raúl, adulto.
- Francisco Jambrina como Marcos.
- José Pidal como Vázquez, empresario.
- Alejandro Ciangherotti como Antonio Quintero.
- María Gentil Arcos como Lupe, nana.
- Amparo Arozamena como Pepita.
- Meneses y Francioli
- Victorio Blanco como Teatrero (no acreditado).
- Gloria Cansino como Empleada de teatro (no acreditada).
- Elisa Christy como Gloria (no acreditada).
- Álvaro Matute como Empleado de teatro (no acreditado).
- Roberto Meyer como Comisario (no acreditado).
- Nicolás Rodríguez Jr. como Raúl, niño (no acreditado).
- Rafael Torres como Carlo (no acreditado).
- Acela Vidaurri como Empleada de teatro (no acreditada).